# Visconde de Santana
Visconde de Santana foi um título criado por decreto de 16 de Agosto de 1870, do rei D. Luís I, a favor de Manuel Alves Guerra, 1.º barão de Santana.
A denominação do título deriva do palacete de Santana, grande imóvel sito na zona alta da cidade da Horta, então propriedade do 1.º barão, e que hoje alberga a Escola Profissional da Santa Casa da Misericórdia da Horta.
Usaram o título:
1. Manuel Alves Guerra, 1.º barão e 1.º visconde de Santana;
2. Manuel Alves Guerra 2.º visconde de Santana, sobrinho paterno do anterior
3. Manuel de Melsbroeck Alves Guerra, 3.º visconde de Santana, filho do anterior.